# L'Écrin du Rajah
L'Écrin du Rajah est un film muet français réalisé par Louis Feuillade et sorti en 1913.

## Fiche technique
- Réalisation et scénario : Louis Feuillade
- Société de production : Société des Établissements L. Gaumont
- Pays de production :  France
- Format : Muet - Noir et blanc - 1,33:1 - 35 mm
- Durée : inconnue
- Date de sortie :
  - France : mars 1913

## Distribution
- René Navarre : le détective Dervieux
- Luitz-Morat : le capitaine Cooper
- Nelly Palmer : Miss Palmer
- Louis Sance : le Rajah
- Madeleine Ramey : la veuve Grandidier
- Sertils : le colonel Palmer
- Fridolin : le chasseur
- Laurent Morlas
- Edmond Bréon